# Шевченко Олена Дмитрівна
Олена Дмитрівна Шевченко (нар. 26.6.1990, Одеса) — українська бігунка. Майстер спорту України міжнародного класу з легкої атлетики, чемпіонка і рекордсменка чемпіонату України з добового бігу (2019), чемпіонка України з бігу на 100 км (2021), неодноразова переможниця 100 км по Поясу Слави (Одеса) та Київського ультрамарафону, рекордсменка України з добового бігу (2022, 2023), віцечемпіонка світу з 24-годинного бігу (2023), діюча тренерка з індивідуальної підготовки до ультрамарафону і добового бігу в Queen & Trek King Ultra Club.

## Виступи на змаганнях

### Чемпіонати світу і Європи
У квітні 2015 року Шевченко вперше стартувала в добовому бігу на чемпіонаті світу в Турині. З результатом 204,495 км вона була найкращою в українській команді. Під час бігу вона перевищила кілька українських рекордів у своїй віковій категорії на проміжних дистанціях. Перші 100 км вона пробігла за 10 годин, набагато краще за свій колишній рекорд.
В жовтні 2016 року брала участь у чемпіонаті Європи з добового бігу в Альбі (Франція). За результатами змагань (200,779 км) ій присвоєно звання майстра спорту України.
На чемпіонаті світу з добового бігу в Белфасті 1—2 липня 2017 року Шевченко знову поліпшила особистий рекорд, показавши 205,065 км.
У вересні 2022 року на чемпіонаті Європи з добового бігу в Італії (Турин) встановила національний рекорд України з 12-годинного бігу (спліт) з результатом 138,918 км.
В грудні 2023 року на чемпіонаті світу з добового бігу в Тайбеї (Тайланд) здобула срібло і встановила новий національний рекорд з 24-годинного бігу серед жінок з результатом 254,463 км, покращивши власний попередній рекорд, встановлений в Польщі (травень 2022 р.), на 14 км!

### Чемпіонати України
21—22 вересня 2019 на чемпіонаті України з 12-годинного та добового бігу в Києві Олена Шевченко впевнено перемогла у добовому забігу з результатом 219,289 км і з першого разу стала чемпіонкою та рекордсменкою чемпіонату України з даної дисципліни серед жінок.
19—20 червня 2021 року на чемпіонаті України з бігу на 50 та 100 км в Києві на Трухановому острові Олена стала чемпіонкою України на дистанції 100 км з результатом 8 год. 29 хв. 44 сек., тим самим покращила свій рекорд траси 2019 року.

### 100км по Поясу Слави (Одеса)
Олена Шевченко 7 разів перемагала в пробігу 100 км по Поясу Слави (Одеса) і двічі була другою. Кращій час — 9 годин 46 хвилин (2019 рік).
| Дата         | Результат | Місце |
| ------------ | --------- | ----- |
| 10/11.4.2010 | 13:16     | I     |
| 9/10.4.2011  | 12:38     | II    |
| 7/8.4.2012   | 12:35     | II    |
| 6/7.4.2013   | 12:20     | I     |
| 5/6.4.2014   | 11:46     | I     |
| 9/10.4.2016  | 10:16     | I     |
| 8/9.4.2017   | 9:55      | I     |
| 7/8.4.2018   | 10:14     | I     |
| 6/7.4.2019   | 9:46      | I     |